# Битка при Галиполи
 Тази статия е за средновековната Битка при Галиполи.  За Битката при Галиполи от Първата световна война вижте Битка за Галиполи.  
Битката при Галиполи се води между сръбските войски, изпратени от Стефан II Милутин да помогнат на византийския император в защитата на земите си от османските турци. След няколко опита за укротяване на турците, бързо рушащата се Византийска империя се принуждава да поиска помощ от сърбите. Турците опустошават и плячкосват околността, когато двете армии се срещат на полуостров Галиполи. Османците са победени и като благодарност за помощта, византийският император им дава град Куцово.
Това е първата битка между сърбите и турците на европейска земя. Разпадащата се Византийска империя отново поисква помощта на сърбите през 1313. Осъзнавайки опасността, която представляват турците, Стефан II Милутин изпраща огромна армия (под независимото ръководство на Новак Гребострек) да се бие с турците в Мала Азия. Смята се, че сърбите печелят няколко малки сражения с турците.